# Лебедоподобна гъска
Лебедоподобната гъска (Anser cygnoides) е рядък голям вид гъска с естествен ареал на местообитание в Монголия, най-северните части от Китай и югоизточна Русия. Видът е мигриращ и зимува основно в централните и източни части на Китай. Случайно долетели птици са срещани и в Япония и Корея, където също са зимували по времето, когато видът е бил по-разпространен, както и по-нарядко в Казахстан, Лаос, Сибир, Тайван, Тайланд и Узбекистан.
Видът е бил одомашнен. Привнесени и диви популации от одомашнените породи на вида се срещат на много места извън естественото му местообитание.

## Физическо описание
На фона на останалите представители на рода си, лебедоподобната гъска е с големи размери и дълга шия, със средна дължина от 81 – 94 cm и средно тегло от 2,8 – 3,5 kg и повече. Двата пола си приличат по външен вид, въпреки че мъжкият е по-голям и с пропорционално по-дълги клюн и врат, реално най-големите женски едва достигат по-размери най-дребните мъжки. Дължината на крилете типично достига 45 – 46 cm при мъжките, 37,5 – 44 cm при женските, клюнът е около 8,7 – 9,8 cm при мъжките и 7,5 – 8,5 cm при женските. Пищялите при мъжките достигат около 8,1 cm. Размахът на крилете на възрастен екземпляр от вида достига 160 – 185 cm.
Горните части на тялото са сивкаво-кафяви с фини светли краища на по-големите пера и с червено-кафяви на цвят пера по тила и темето. Крилете са черни, както и цялостното оперение под тях, а перата в основата на опашката – бели. Тънка бяла ивица огражда основата на клюна.
За разлика от всички други видове в рода, дългият клюн при лебедоподобните гъски е напълно черен, а краката и стъпалата са оранжеви като при останалите им родственици. Очните ириси са в червеникаво-кафяво. Младите имат по-еднообразно оперение от това на възрастните и при тях липсват бялата ивица в основата на клюна и тъмните петна по корема.
Издават високи, дрезгави звуци. При уплаха издават по два-три предупревидетелни сигнала на през кратки интервали.

## Екология
Видът населява територии, вариращи от степи до тайга и крайречни планински долини. Предпочита да пасе растения като острица (Cyperaceae) и рядко плува. Извън размножителния сезон се групира на малки ята. Птиците мигрират от зимните си местообитания около април и размножителният сезон започва скоро след връщането им. Гнездовата активност започва около май. Люпилото обикновено се състои от 5 – 6, но понякога до 8 яйца, снесени в плитко гнездо, изработено от растения и разположено директно на земята или на малки могилки. Малките се излюпват след около 28 дни мътене и веднага след излюпването си стават самостоятелни. Достигат полова зрялост на възраст около 2 – 3 години. В края на август – началото на септември птиците се отправят към зимните си местообитания, събирайки се на малки групи, за да сменят оперението си.
През 1992 година природозащитният статус на лебедоподобната гъска е променен от „почти застрашен“ на „уязвим вид“, а през 2000 година – на „застрашен вид“, тъй като популацията намалява поради редуциране на хабитата, прекомерен лов и събиране на яйцата ѝ от страна на хората. Нови изследвания показват, че видът не е толкова застрашен, колкото се е смятало и съответно през 2008 година е върнат статусът му на уязвим вид. Като цяло, оценките са за между 60 000 и 100 000 възрастни лебедоподобни гъски, които понастоящем живеят в дивата природа.

## Като одомашнен вид
Въпреки че голямата част от одомашнените гъски произхождат от сивата гъска (A. anser), две породи са преки наследници на лебедоподобните гъски: китайска гъска и африканска гъска. Тези породи са одомашнени най-късно в средата на 18 век – а в Китай вероятно и около 1000 г. пр.н.е. Различават се чувствително от дивите си предшественици по външен вид, темперамент и продуктивност на яйца и месо.